# Durleigh
Durleigh – wieś w Anglii, w hrabstwie Somerset, w dystrykcie (unitary authority) Somerset. Leży 49 km na południowy zachód od miasta Bristol i 207 km na zachód od Londynu. W 2001 miejscowość liczyła 609 mieszkańców.